# Débora Brasil
Débora Carla do Carmo Carneiro, mais conhecida como Débora Brasil (Salvador, 19 de novembro de 1970), é uma missionária e ex-dançarina brasileira. Ficou conhecida em 1995 como dançarina do grupo É o Tchan!.

## Carreira
Débora ficou conhecida nacionalmente em 1995, como a primeira dançarina do grupo do É o Tchan, ainda quando a banda se chamava Gera Samba, ao lado de Carla Perez e Jacaré. Em 1997, Débora teve um grave problema inflamatório no joelho que piorava com as rotinas de dança e decidiu deixar o grupo, sendo que o É o Tchan! realizou um concurso no  Domingão do Faustão para selecionar outra morena, onde ela passou o posto para Scheila Carvalho. Anos depois ela também revelou que na época passou por uma crise de síndrome do pânico por não saber lidar com a fama repentina do grupo.
Entre 1997 e 1998, foi vocalista do grupo Dengo de Mulher, deixando a carreira artística logo depois.
Em 2002, Débora se tornou missionária evangélica, viajando o Brasil em palestras e eventos cristãos.
Entre 2016 e 2018, apresentou o programa Na Lente ao lado do jornalista Helton Carvalho na TV Ambiental de Vitória. A revista eletrônica chegou a ser transmitida para oito estados, dentre eles: São Paulo, Natal, Espírito Santo, Salvador e outros. Com a saída de Débora Brasil da apresentação do Na Lente, a atração continuou a ser comandado apenas por comando de Helton Carvalho desta vez na Rede SDP TV Canal 21 da Moobi Cloud  21 da Telecom e 121 da Maxcloud para todo o Brasil, permanecendo na emissora de 2021 a 2023.

## Vida pessoal
Débora namorou entre 1995 e 1999 o cantor Beto Jamaica.